# Église Saint-Gilles de Prague
L'église Saint-Gilles de Prague (en tchèque : Kostel svatého Jiljí) est une église située dans la Vieille Ville de Prague, en République tchèque.

## Historique
Cette église monumentale à trois nefs a été construite sur les fondations d'une église romane, et de nombreuses reconstructions ont eu lieu du XIIe au XIVe siècle. L'église Saint-Gilles de Prague a été consacrée le 4 mai 1371. En 1625, l'église a été donnée à l'ordre dominicain, qui a servi ici et dans le monastère adjacent depuis. L'église a été remaniée dans le style baroque.

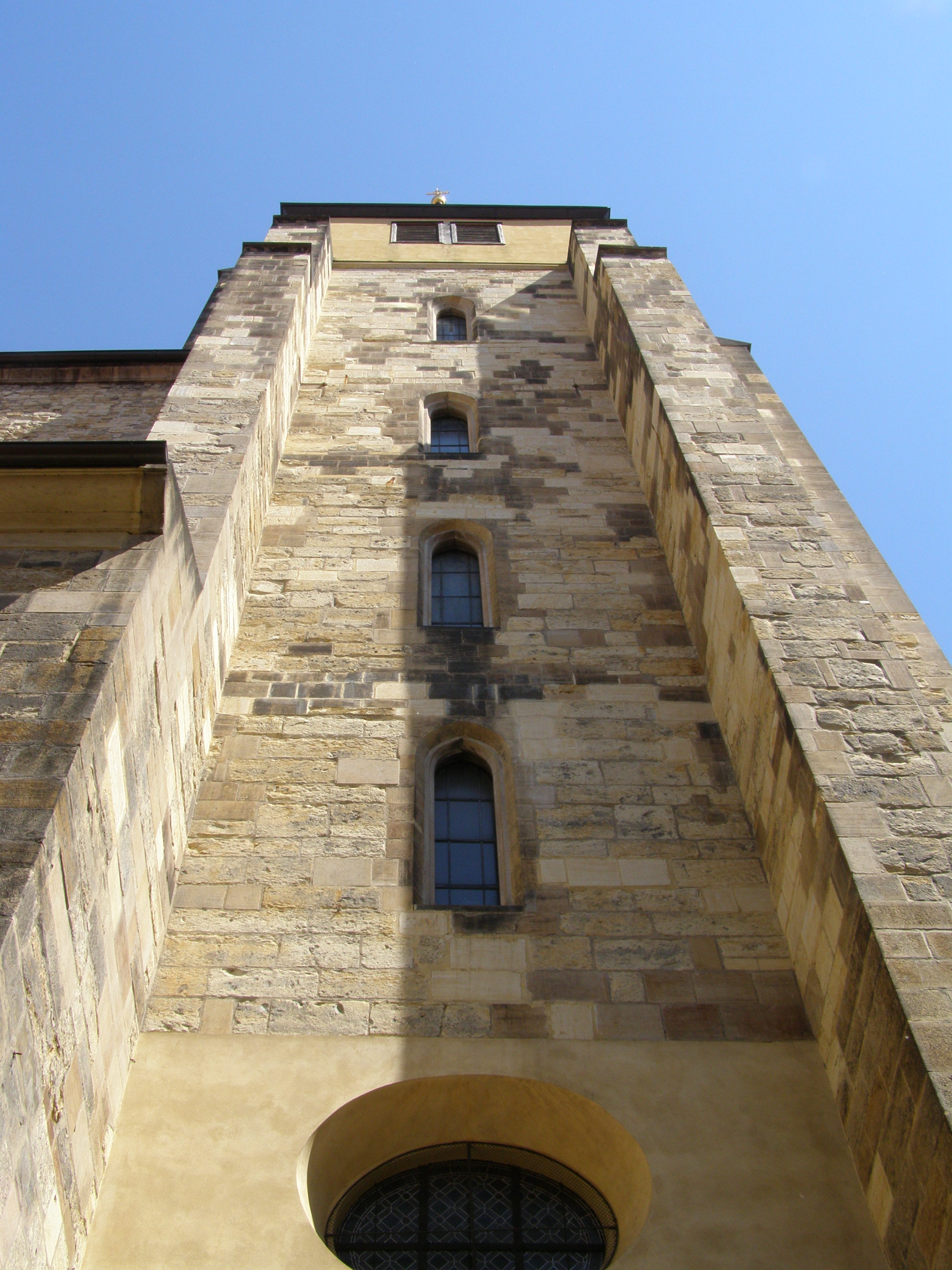
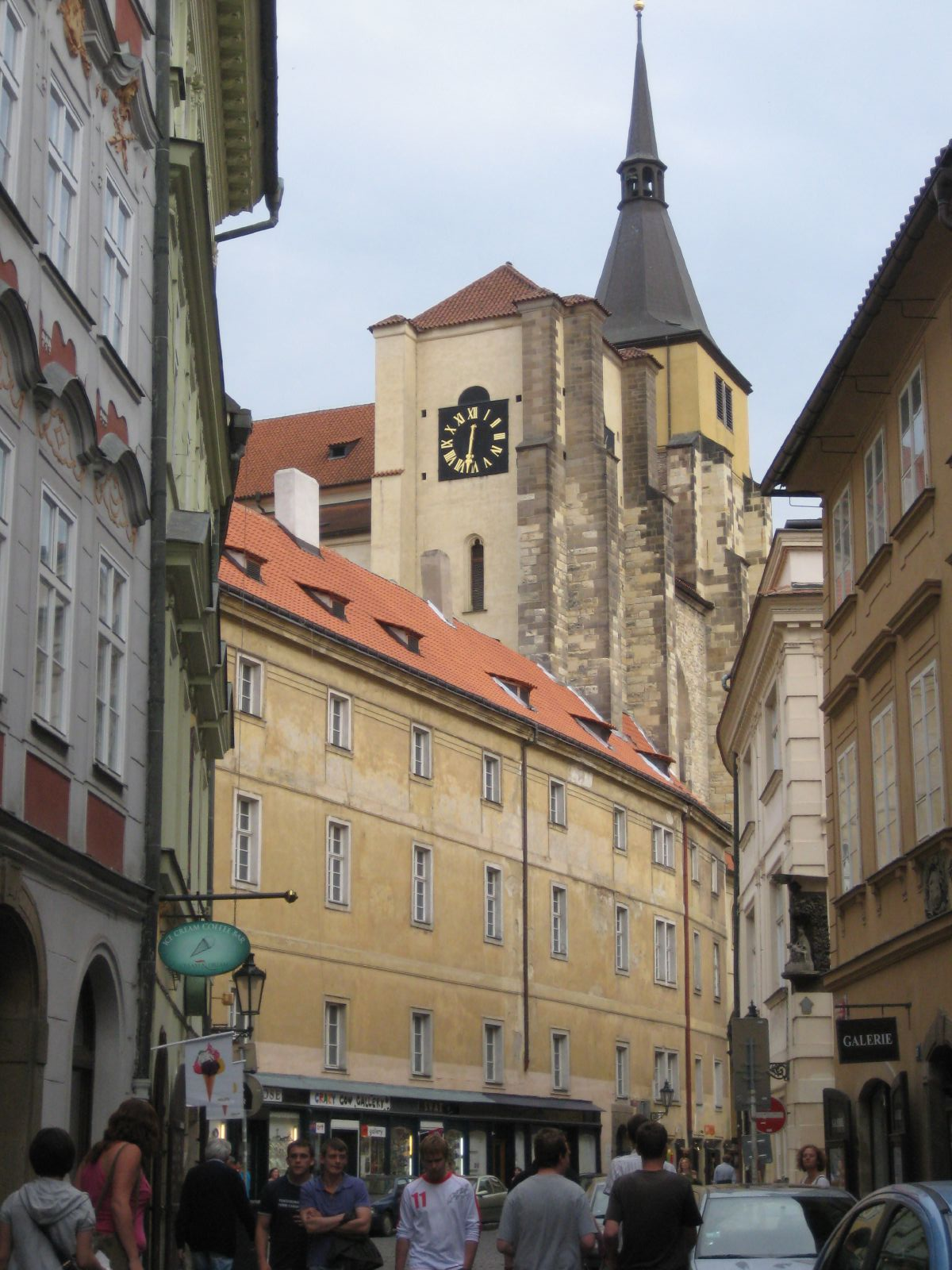
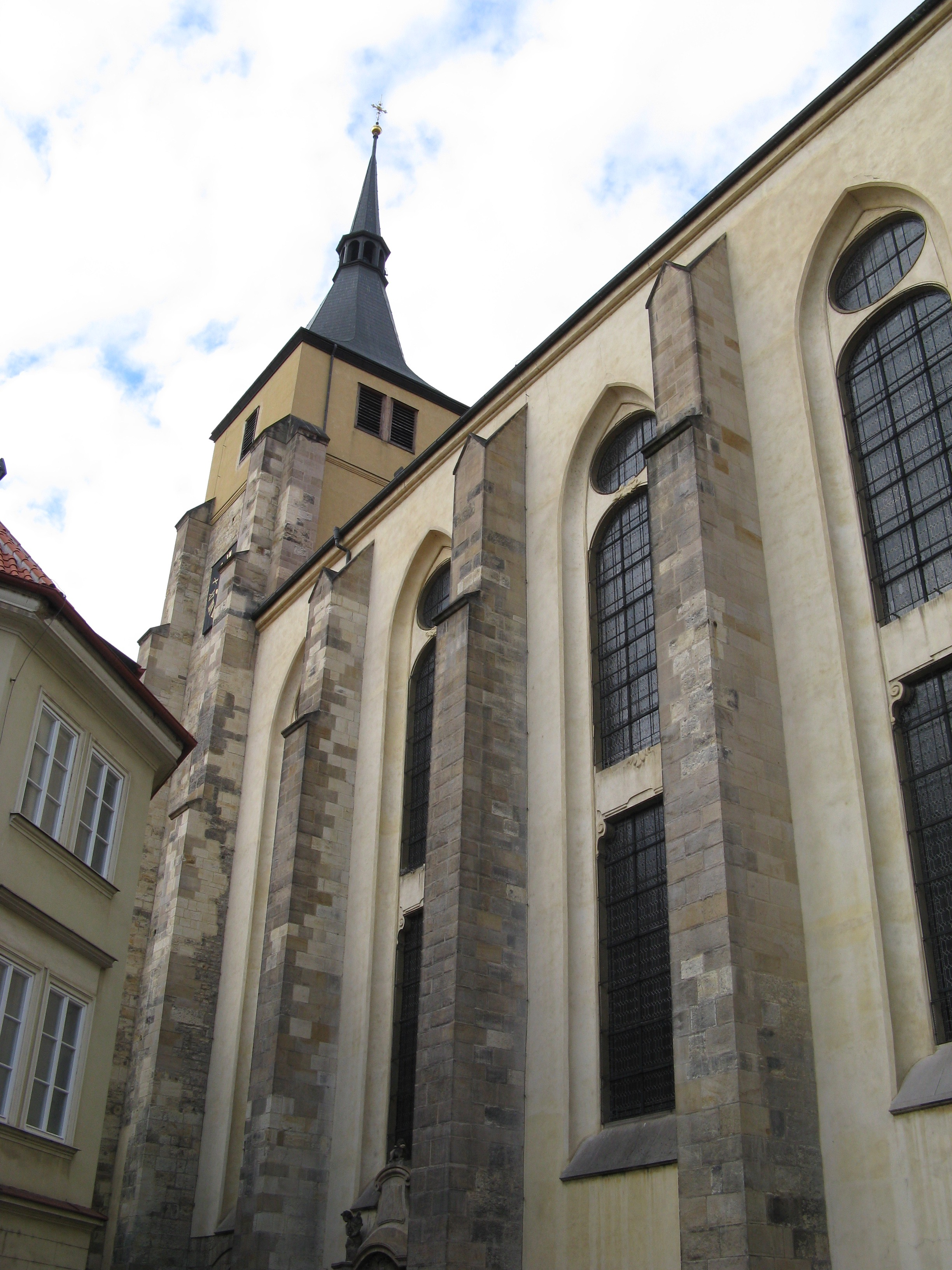
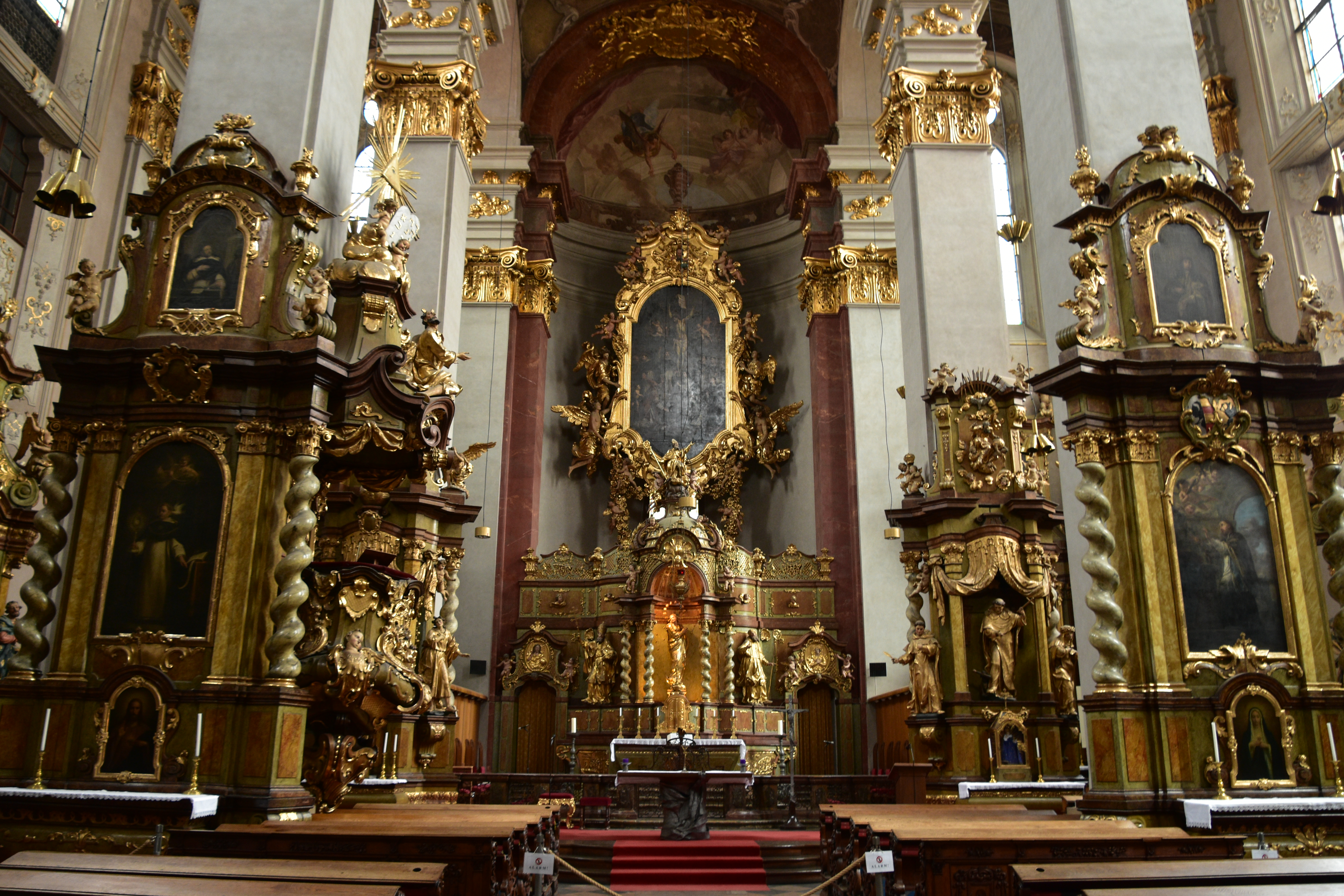
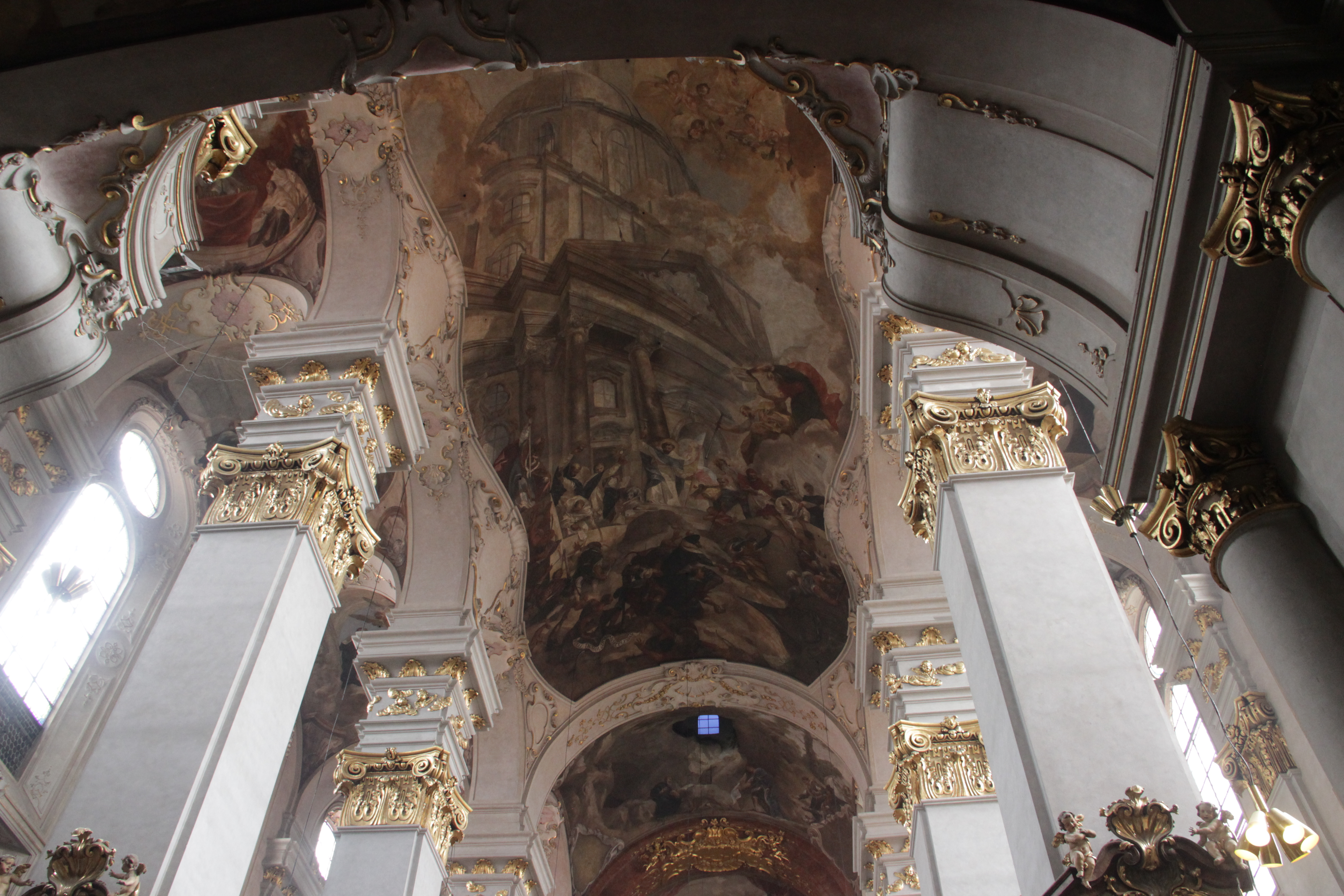